# Bruant maritime (nigrescens)
Ammospiza maritima nigrescens
Sous-espèce
Le Bruant maritime (nigrescens) (Ammospiza maritima nigrescens, anciennement Ammodramus maritimus nigrescens) est une sous-espèce du Bruant maritime (Ammospiza maritima), une espèce d'oiseaux de la famille des Passerellidae.
Cette sous-espèce, que l'on trouvait surtout sur l'île Merritt, en Floride, est passée de 3 000 couples à zéro quand les marais salants qui formaient son habitat traditionnel ont été traités au DDT et occupés par le programme spatial. Le dernier représentant de cette sous-espèce est mort le 17 juin 1987 et elle a été déclarée éteinte en décembre 1990.